# Jay Traynor
John "Jay" Traynor (30 de marzo de 1943 - 2 de enero de 2014) fue un cantante estadounidense. Fue el tercer vocalista de The Mystics, cantando en falsete en "The White Cliffs of Dover" y encabezó "Somewhere Over The Rainbow" y "Blue Star". Más tarde, comenzó en Jay and the Americans con Kenny Vance y Sandy Yaguda, donde fue el cantante original.
Traynor dejó a los Americans, y realizó discos en solitario, incluyendo "I Rise, I Fall" bajo el sello Coral en 1964. Su nombre en el sello estaba denotado como "JAY ... formerly of Jay & the Americans".

## Muerte
Jay Traynor murió el 2 de enero de 2014 de cáncer de hígado en un hospital de Tampa, Florida.